# Borno
 Denne artikel omhandler byen Borno. Der er også andre byer med dette navn, se Borno (by).
Borno er en delstat i det nordøstlige hjørne af  Nigeria, og grænser til de tre stater Niger mod nord, og Kamerun,  og Tchad mod øst. Delstaten har godt 4,5 millioner indbyggere, og hovedstaden hedder Maiduguri. Den største folkegruppe i Borno er kanuri, som havde det tidligere rige Bornu i området, men den etniske sammensætning er i øvrigt meget varieret. Borno er en af Nigerias største delstater i areal. I 1991 blev den vestlige del af delstaten udskilt som delstaten Yobe.
Borno udgør den centrale del af det tidligere Bornu-rige, og dets emir har stadig betydelig magt og indflydelse.

## Geografi
Ud over landegrænserne , grænser Borno mod syd til delstaten Adamawa, mod vest til  delstaten Yobe og Gombe.

### Inddeling
Borno er inddelt i 27 Local Government Areas med navnene: Abadam, Askira-Uba, Bama, Bayo, Biu, Chibok, Damboa, Dikwa, Gubio, Guzamala, Gwoza, Hawul, Jere, Kaga, Kala-Balge, Konduga, Kukawa, Kwaya-Kusar, Mafa, Magumeri, Maiduguri, Marte, Mobbar, Monguno, Ngala, Nganzai og Shani.

## Natur
Bornos natur består af sletteland dækket af savanne, og længst i nord tør busksteppe.  Omkring Tchadsøen ligger store sumpområder.
I Chingurmi-Duguma området ved den østlige grænse til Kamerun er der en naturfredning på   1.228 km² der er en del af  Nationalpark Tschadbekkenet.

## Erhvervsliv
Økonomien domineres af landbrug med avl af hirse, durra, majs,  jordnødder og bomuld. Der er et betydeligt husdyrhold. Ved Tchadsøen er der omfattende fiskeri. De vigtigste handelsprodukter er kvæg, huder, salt, jordnødder og bomuld. Hovedstaden Maiduguri er den største by og det vigtigste industricenter.

## Eksterne kilder og henvisninger
1. ↑  Kanuri Store norske leksikon, hentet 20. august 2010
2. ↑  Borno. (2012-03-16) I Store norske leksikon. Hentet fra http://snl.no/Borno

11°30′N 13°00′Ø / 11.500°N 13.000°Ø